# Topraisar
Topraisar è un comune della Romania di 5 524 abitanti, ubicato nel distretto di Costanza, nella regione storica della Dobrugia.
Il comune è formato dall'unione di 4 villaggi: Biruința, Movilița, Potârnichea, Topraisar.